# Condado de Independence
O Condado de Independence é um dos 75 condados do estado americano do Arkansas. Sua sede de condado é Batesville. Sua população, segundo o censo americano de 2000, é de 34 233 habitantes.